# Northrop A-17
O Northrop A-17 foi um caça-bombardeiro monomotor a pistão, monoplano e de asa-baixa. Foi desenvolvido pela Northrop Corporation e utilizado pelo Corpo Aéreo do Exército dos Estados Unidos (United States Army Air Corps) a partir de meados dos anos 30, tendo sido utilizado durante a Segunda Guerra Mundial e sendo aposentado em 1958, da Força Aérea Peruana.
O A-17 foi desenvolvido a partir do Northrop Gamma, e era bem armado, teve um bom desempenho, era confiável e fácil de reparar, e foi exportado para vários países.

## Design e desenvolvimento
O Northrop Gamma 2F era um bombardeiro leve, derivado do avião de transporte Northrop Gamma, desenvolvida em paralelo com o Northrop Gamma 2C (que teve apenas um exemplar construído), designado como YA-13 e XA-16. O Gamma 2F tinha uma cauda reprojetada, cockpit fechado e ailerons, em comparação com o Gamma 2C, e foi equipado com um novo trem de pouso semi-retrátil. Em 6 de outubro de 1934, um protótipo foi enviado para o United States Army Air Corps para avaliação, e após algumas modificações, como a instalação de um trem de pouso fixo convencional, foi aceito pela USAAC. Em 1935, um total de 110 aeronaves foram encomendadas sob a designação de A-17.
O A-17 resultante foi equipado com spoilers perfurados e tinha um trem de pouso fixo, com carenagens parciais. Foi equipado com um compartimento de bombas na fuselagem, carregando bombas de fragmentação, bem como suportes para bombas externas.
A Northrop desenvolveu um novo trem de pouso, desta vez totalmente retrátil, dando origem à variante A-17A. Esta versão foi utilizada novamente pela USAAC, que fez uma encomenda de 129 aeronaves. No momento em que estas foram entregues, a Northrop Corporation tinha sido assumida pela Douglas Aircraft Company, e os modelos de exportação ficaram conhecidos como Douglas Model 8.

## Variantes
A-17
- Versão de produção inicial para USAAC. Trem de pouso fixo, equipada com um motor Pratt & Whitney R-1535-11 Twin Wasp Junior de 750 cv (560 kW); 110 unidades construídas.

A-17A
- Versão revisada para USAAC com trem de pouso retrátil, equipada com um motor Pratt & Whitney R-1535-13 Twin Wasp Junior de 825 cv (615 kW); 129 unidades construídas.

A-17AS
- Versão de transporte de três assentos para USAAC. Equipada com um motor Pratt & Whitney R-1340 Wasp; 2 unidades construídas.

Model 8A-1
- Versão de exportação para a Suécia. Trem de pouso fixo. A Douglas construiu 2 protótipos (designação sueca de B5A), seguido por 63 aeronaves produzidas sob licença pela ASJA e equipadas com o motor Bristol Mercury XXIV de 920 cv (686 kW) e designadas pela suécia como B5B; 31 unidades similares foram construídas pela Saab e designadas como B5C. Uma unidade do 8A-1 foi comprada pela Bristol Aeroplane Company em 1937, sendo que esta foi modificada para testar seu novo motor radial Bristol Hercules.

Model 8A-2
- Versão de produção para a Argentina. Equipada com trens de pouso fixos, metralhadora ventral e equipada por um motor Wright R-1820-G3 Cyclone de 840 cv (626 kW); 30 unidades construídas.

Model 8A-3N
- Versão de produção do A-17A para os Países Baixos. Equipada por um motor Pratt & Whitney R-1830 Twin Wasp de 1.100 cv (820 kW); 18 unidades construídas.

Model 8A-3P
- Versão de produção do A-17A para o Peru. Equipada por um motor Pratt & Whitney R-1830 Twin Wasp de 1.000 cv (746 kW); 10 unidades construídas.

Model 8A-4
- Versão de produção para o Iraque. Equipada por um motor Wright R-1820-G3 Cyclone de 1.000 cv (746 kW); 15 unidades construídas.

Model 8A-5N
- Versão de produção para a Noruega. Equipada por um motor Pratt & Whitney R-1830 Twin Wasp de 1.200 cv (895 kW); 36 unidades construídas. Mais tarde foram utilizadas pela USAAF como Douglas A-33.

## Operadores e histórico operacional
Estados Unidos
O A-17 entrou em serviço em fevereiro de 1936, e provou ser uma aeronave confiável e popular. Entretanto, em 1938, a USAAC decidiu que as aeronaves de ataque ao solo deveriam ser bimotoras, rendendo o excedente A-17 às exigências.
A partir de 14 de dezembro de 1941, os A-17 foram utilizados para patrulhas costeiras pelo 59º Esquadrão de Bombardeio (leve) no lado do Pacífico do Canal do Panamá.
Os últimos A-17 restantes foram utilizados como aviões utilitários, e foram retirados do serviço em 1944.
 Argentina

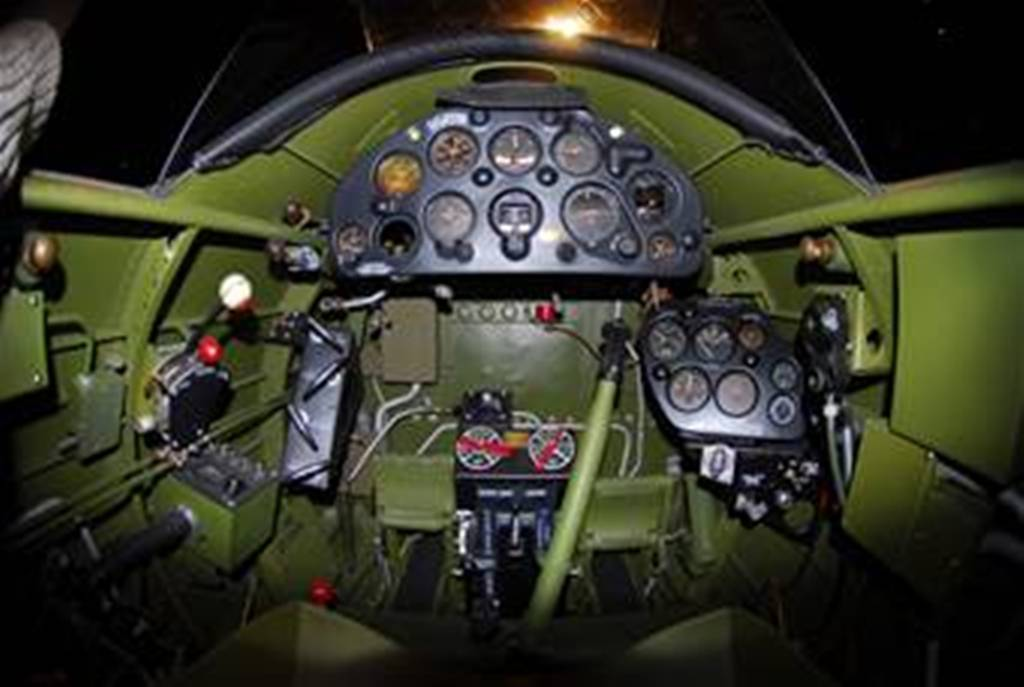
Vista interna do cockpit do A-17A

A Argentina adqueriu 30 unidades do Model 8A-2 em 1937 e os recebeu entre fevereiro e março de 1938. Seus números de série estavam entre 348 e 377. Estes permaneceram no serviço na linha de frente até substituído pelo I.Ae. 24 Calquin, continuando no serviço como aeronave de treinamento e aeronaves de reconhecimento até ser retirado de serviço em 1954.
 Peru

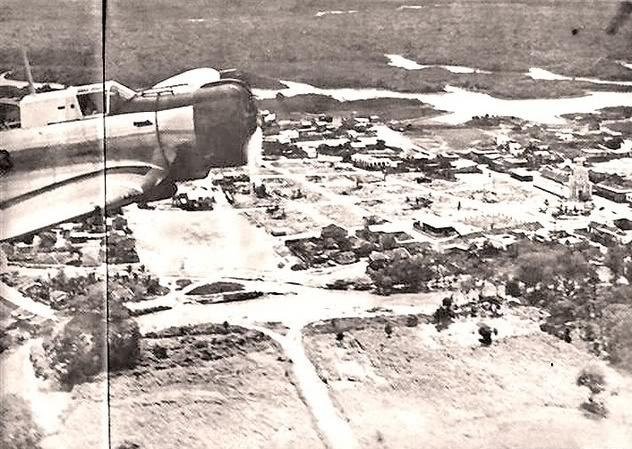
Um A-17 Peruano sobre o Equador durante a Guerra Peruano-Equatoriana, 20 de dezembro de 1941

O Peru adqueriu 10 unidades do Model 8A-3P, estes começaram a serem entregues a partir de 1938 em diante. Estas aeronaves foram utilizadas em combate pelo Peru na Guerra Peruano-Equatoriana de julho de 1941. As aeronaves que restaram foram suplementadas por 13 unidades do Model 8A-5N adqueridos da Noruega (ver abaixo), entregues pelos Estados Unidos em 1943 (designados A-33). Estas aeronaves permaneceram em serviço até 1958.
 Noruega
A Noruega encomendou 36 unidades do Model 8A-5N em 1940. Estas aeronaves não estavam entregues na época da invasão alemã da Noruega e foram desviadas para o acampamento de treinamento norueguês no Canadá, que ficou conhecido como "Little Norway" (pequena Noruega). A Noruega decidiu vender 18 dessas aeronaves para o Peru, mas esta venda foi embargada pelos Estados Unidos, que requisitaram a aeronave, utilizando-as como aeronaves de treinamento, e designando-as como A-33. A Noruega conseguiu vender suas aeronaves restantes ao Peru em 1943.
 Suécia
O governo sueco comprou uma licença para a produção de uma versão equipado com motores Bristol Mercury, designando-as como "B5B" e "B5C". Foram produzidas 63 unidades do B5B e 31 unidades do B5C, e a produção ocorreu entre 1938 e 1941. Essas aeronaves foram substituídas pelo Saab B17 em 1944. A versão sueca foi utilizada como bombardeiro de mergulho, tal como caracterizou proeminentemente no filme "Första divisionen", de 1941.
 Países Baixos

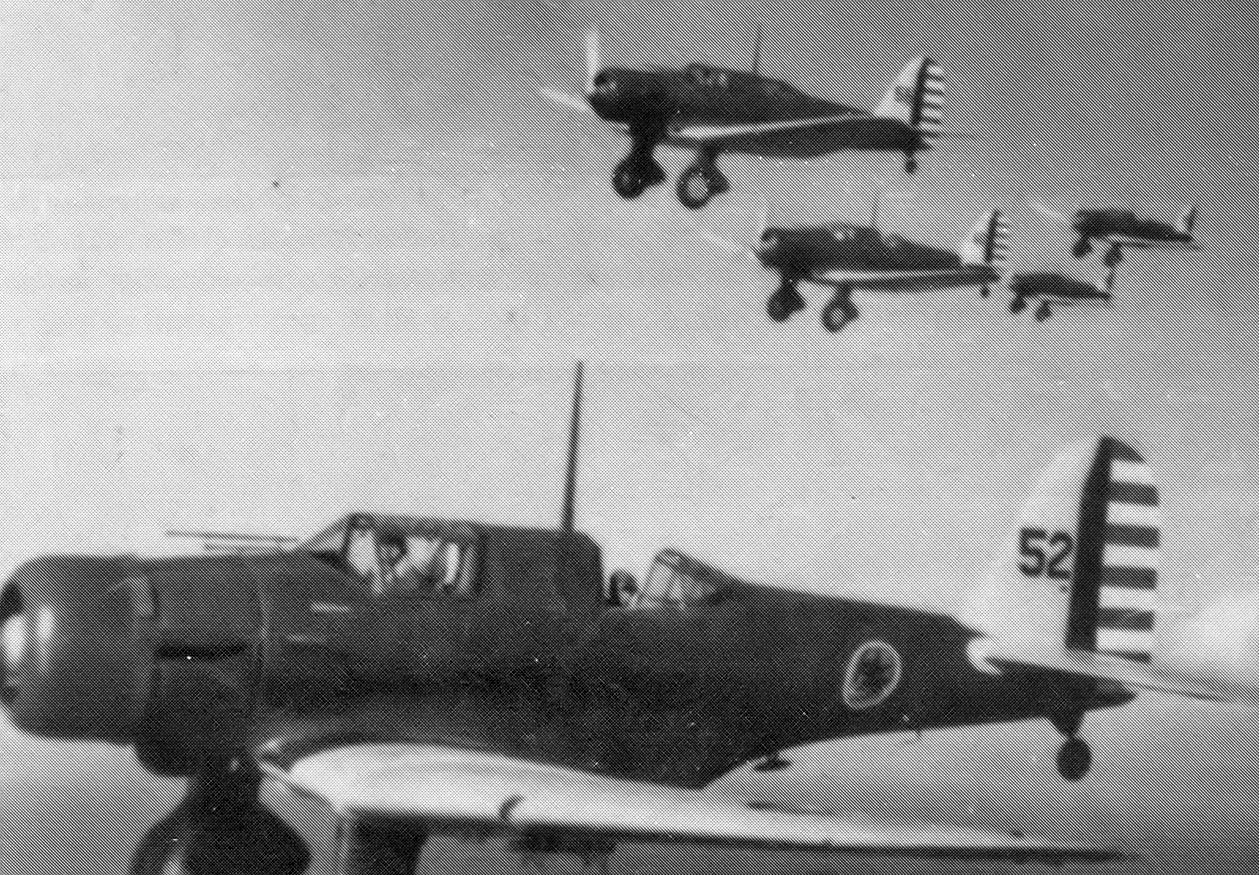
Formação de A-17s do 74º Esquadrão de Ataque sobre o Panamá

Os Países Baixos, em necessidade urgente de aviões de combate modernos, colocaram uma ordem de aquisição de 18 unidades do Model 8A-3N em 1939, com todos sendo entregados até o final do ano. Foram utilizados no papel de caça (para o qual eles eram inadequados), sendo que a maioria foi destruída pelos ataques da Luftwaffe em 10 de maio de 1940, no primeiro dia da invasão alemã.
 Iraque
O Iraque adquiriu 15 unidades do Model 8A-4 em 1940, sendo essas destruídas na Guerra Anglo-Iraquiana em 1941.
 Reino Unido

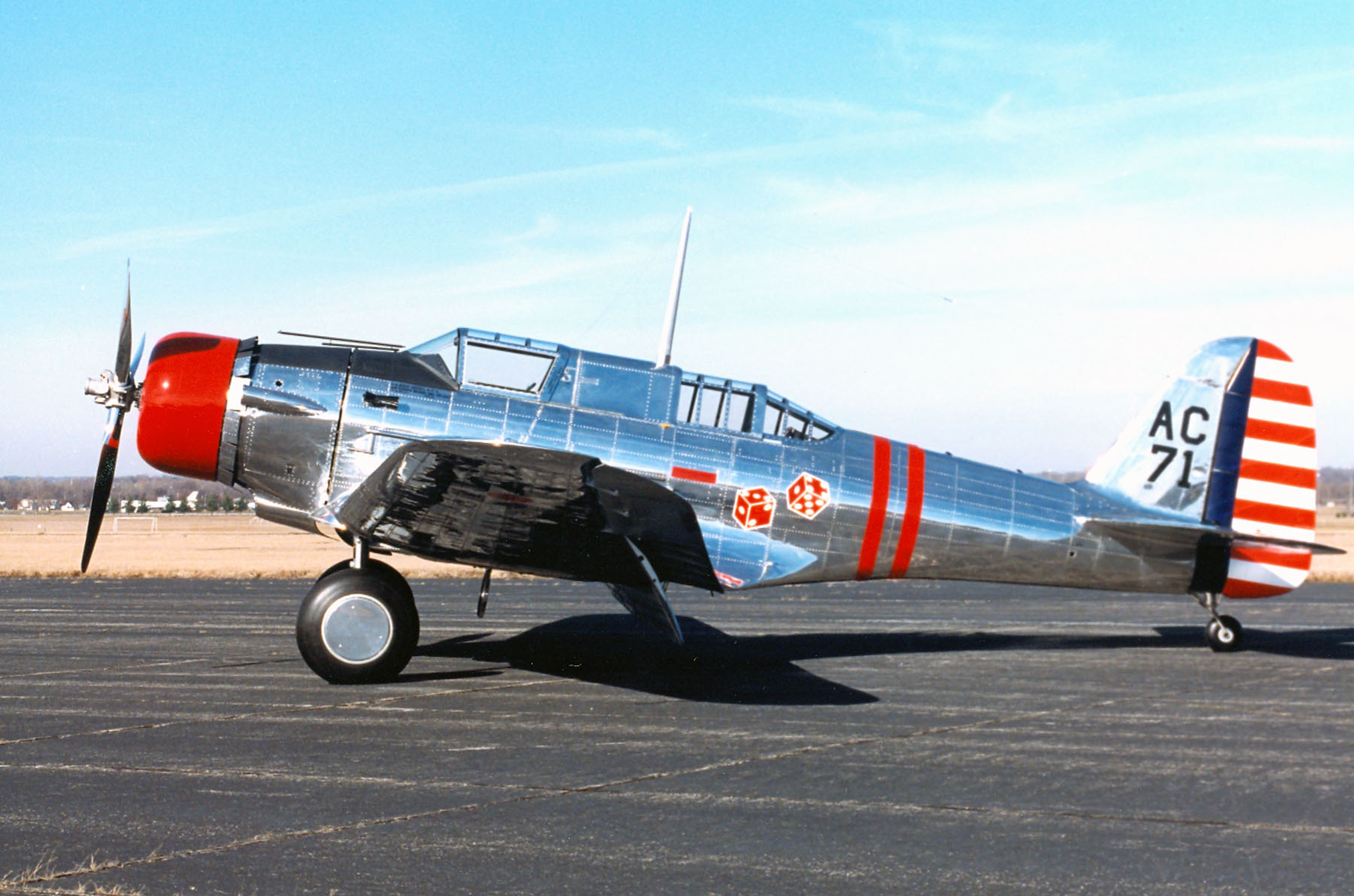
A-17A restaurado em exibição no Museu Nacional da Força Aérea dos Estados Unidos

Em junho de 1940, 93 aeronaves ex-USAAC foram adquiridas pela França e revisadas pela Douglas, incluindo novos motores. Essas aeronaves não foram entregues antes da queda da França, e 61 unidades do lote que seria adquirido foram encomendadas pela Comissão de Compras Britânica para a Commonwealth Britânica, sob a designação de Northrop Nomad Mk I. As 32 aeronaves restantes do lote francês foram fornecidos ao Canadá.
 África do Sul
A RAF avaliou o Northrop Nomad Mk I como "obsoleto" e os enviou para a África do Sul para utilização como aeronaves de treinamento, sendo reserializadas de AS440 para AS462, de AS958 para AS976 e de AW420 para AW438.
 Canadá
A RCAF recebeu as 32 aeronaves restantes do lote francês, onde foram utilizadas como aeronaves de treinamento avançado e rebocadores-alvo, como parte do Plano de Treino Aéreo da Comunidade Britânica. Estas aeronaves foram serializadas de 3490 a 3521, e todas foram utilizadas pelo 3º Comando de Treinamento da RCAF.

## Especificações (A-17)
Dados de McDonnell Douglas Aircraft since 1920.
Características gerais
- Tripulação: 2 (piloto e artilheiro)
- Comprimento: 9,67 m
- Envergadura: 14,54 m
- Altura: 3,62 m
- Área de asa: 33,7 m²
- Peso vazio: 2,211 kg
- Peso carregado: 3,328 kg
- Motorização: 1 × Pratt & Whitney R-1535-11 Twin Wasp Junior, de 14 cilindros, radial, de 750 cv (559 kW)

Atuação:
- Velocidade máxima: 332 km/h
- Velocidade de cruzeiro: 274 km/h
- Alcance operacional: 1.046 km
- Teto de serviço: 5.915 m
- Taxa de subida: 6.9 m/s

Armamento:
- 4 × metralhadoras Browning M1919 de 7,62 mm (frontais)
- 1 × metralhadora Browning M1919 de 7,62 mm (traseira; movimentável e operado pelo artilheiro)
- Baía interna para bombas
- Suportes externos nas asas para bombas (até 544 kg)